# Norgesmesterskapet 1951
La Norgesmesterskapet 1951 di calcio fu la 46ª edizione del torneo. La squadra vincitrice fu il Sarpsborg, che vinse la finale contro l'Asker con il punteggio di 3-2.

## Risultati

### Terzo turno
| Squadra 1        | Risultato      | Squadra 2     |
| ---------------- | -------------- | ------------- |
| Sparta Sarpsborg | 0 - 2          | Jevnaker      |
| Selbak           | 2 – 1          | Skiens Grane  |
| Fredrikstad      | 3 – 2 (d.t.s.) | Larvik Turn   |
| Lyn Oslo         | 1 - 3          | Varegg        |
| Sandaker         | 3 – 2 (d.t.s.) | Sandefjord BK |
| HamKam           | 2 - 4          | Kvik          |
| Gjøvik-Lyn       | 3 - 5          | Vålerengen    |
| Eik-Tønsberg     | 2 - 4          | Skeid         |
| Fram Larvik      | 1 - 2 (d.t.s.) | Asker         |
| Odd              | 3 - 5          | Frigg         |
| Start            | 6 – 1          | Jerv          |
| Ålgård           | 0 – 0 (d.t.s.) | Viking        |
| Baune            | 2 – 1          | Årstad        |
| Ranheim          | 2 – 0          | Fremad        |
| SK Brage         | 1 – 1 (d.t.s.) | Sarpsborg     |

#### Ripetizione
| Squadra 1 | Risultato | Squadra 2 |
| --------- | --------- | --------- |
| Viking    | 3 – 2     | Ålgård    |
| Sarpsborg | 3 – 0     | SK Brage  |

### Quarto turno
| Squadra 1  | Risultato      | Squadra 2   |
| ---------- | -------------- | ----------- |
| Vålerengen | 5 – 1          | Baune       |
| Frigg      | 1 – 0          | Skeid       |
| Asker      | 2 – 0          | Ranheim     |
| Jevnaker   | 0 - 5          | Fredrikstad |
| Varegg     | 2 – 2 (d.t.s.) | Selbak      |
| Kvik       | 2 - 4 (d.t.s.) | Sandaker    |
| Sarpsborg  | 1 – 0          | Aalesund    |
| Viking     | 4 – 1          | Start       |

#### Ripetizione
| Squadra 1 | Risultato | Squadra 2 |
| --------- | --------- | --------- |
| Selbak    | 1 – 0     | Varegg    |

### Quarti di finale
| Squadra 1   | Risultato      | Squadra 2  |
| ----------- | -------------- | ---------- |
| Fredrikstad | 3 - 5          | Vålerengen |
| Selbak      | 2 - 3 (d.t.s.) | Asker      |
| Frigg       | 1 – 0          | Viking     |
| Sandaker    | 2 - 4          | Sarpsborg  |

### Semifinali
| Squadra 1  | Risultato | Squadra 2 |
| ---------- | --------- | --------- |
| Vålerengen | 0 - 1     | Asker     |
| Sarpsborg  | 2 – 0     | Frigg     |

### Finale
| Arbitro: | Bålstad |

|                               |           |                              |
| Johansen 18’ Nilsen 81’, 103’ | Marcatori | 2’ Fossli 34’ Wettre-Johnsen |

#### Formazioni
| Sarpsborg |  |                   |
|           |  |                   |
|           |  | Rolf Bakke Olsen  |
|           |  | Finn Moen         |
|           |  | Thor Lunde        |
|           |  | Gunnar Hansen     |
|           |  | Gunnar Eide       |
|           |  | Odd Pettersen     |
|           |  | Leif Korneliussen |
|           |  | Jacob Johansen    |
|           |  | Ottar Nilsen      |
|           |  | Einar Fredriksen  |
|           |  | Knut Andersen     |